# 사바나왕도마뱀
사바나왕도마뱀(Savannah monitor)은 아프리카에 서식하는 왕도마뱀 중 한 종이다. 이 종은 프랑스 과학자 루이스 보스크가 이 종을 처음 묘사한 이후 유럽에서 보스크왕도마뱀(Bosc’s monitor)으로 알려져 있다.
사바나 모니터는 국내에서 9만원 정도로 가격이 저렴하게 유통되어 사바나 모니터만의 가격은 굉장히 저렴하게 구할 수 있다.

## 먹이
야생에서는 새알, 쥐, 동물의 사체 등을 먹고 사는데 사육할때는 곤충, 쥐, 고기 등이 있다.
곤충은 구하기 간편하고 가격도 저렴하다는 장점이 있다. 하지만 모니터 종은 식욕이 엄청나서 먹이를 줄 때 핀셋피딩을 하면 힘들고 표범도마뱀붙이 (레오파드 게코)의 거의 한 달 식사를 하루 이틀만에 다 먹어치운다. 그러하여 식비가 많이든다. 그리고 쥐와 달리 다른 영양제를 따로 구매해야 한다.
쥐는 가장 추천하는 먹이다. 가격도 저렴하고 뼈에 칼슘이 들어 있어 영양제가 따로 필요가 없다는 장점이 있다. 그런데 줄 때 잔인하다고 주지 않는 사람도 있다.
고기는 생선, 돼지고기, 소고기 등이 있는데 좋고 영양제를 따로 사야한다는 단점 밖에 없다. 개인적으로는 쥐와 돼지고기로 주 식단을 구성하는 것이 좋다.

## 사육
사바나모니터는 최대 꼬리 포함 130cm까지 자라는 왕도마뱀이므로 아성체까지는 4자 사육장에서 기를 수 있지만 크면 풀어놓고 키우거나 최소 6자 광폭 사육장에 키워야 한다. 6자 광폭 사육장을 구하기 힘들다면 5자나 4자에 기르되 주로 집안이나 마당에 풀어서 키워도 된다. (사실 이 방법이 도마뱀에게 더 좋다.)